# パウル・ミューラー＝ケンプフ
パウル・ミューラー＝ケンプフ（Paul Müller-Kaempff、1861年10月16日 - 1941年12月5日）はドイツの画家、版画家である。バルト海沿岸の漁村、アーレンスホープの芸術家村の形成に貢献した。

## 略歴
オルデンブルクに生まれた。父親はオルデンブルク大公国の軍医であった。オルデンブルグの高校で学んだ後、デュッセルドルフ美術アカデミーで学び、1883年からはカールスルーエの美術学校で風景画家のグスタフ・シェーンレーバーに学んだ。1886年からはベルリンの美術アカデミーで、ハンス・ギューデに学んだ。
1889年に友人のオスカー・フレンツェル (Oskar Frenzel:1855–1915) と写生旅行をした時にバルト海沿岸の漁村、アーレンスホープの風景に魅せられ、メクレンブルクの画家、カール・マルチン (Carl Malchin:1838-1923) と知り合い、1892年にアーレンスホープにスタジオを兼ねた住居を建てた。1894年からに絵画学校 (Künstlerhaus Lukas) を始めた。同僚の画家が同じようにアーレンスホープに住むようになり、アンナ・ゲレスハイム (Anna Gerresheim:1852-1921) やエリーザベト・フォン・アイケン (Elisabeth von Eicken:1862-1940) らとアーレンスホープの芸術家村が形成された。ミューラー＝ケンプフはアーレンスホープで活動する一方、故郷のオルデンブルクでも活動した。
1904年に美術学校の生徒エルゼ (Else Müller-Kaempff) と結婚した。ミューラー＝ケンプフ夫妻は彫刻家のクルト・ボッシェン (Kurt Boschen) とともにオルデンブルク芸術家教会の設立メンバーになった。1905年に、北西ドイツのいろいろな展覧会で活躍し、オルデンブルク公国から勲章を得た。1906年から1912年までオルデンブルクの美術品購入委員会の委員に任じられた。
風景画家として高い評価を得た。

## 作品

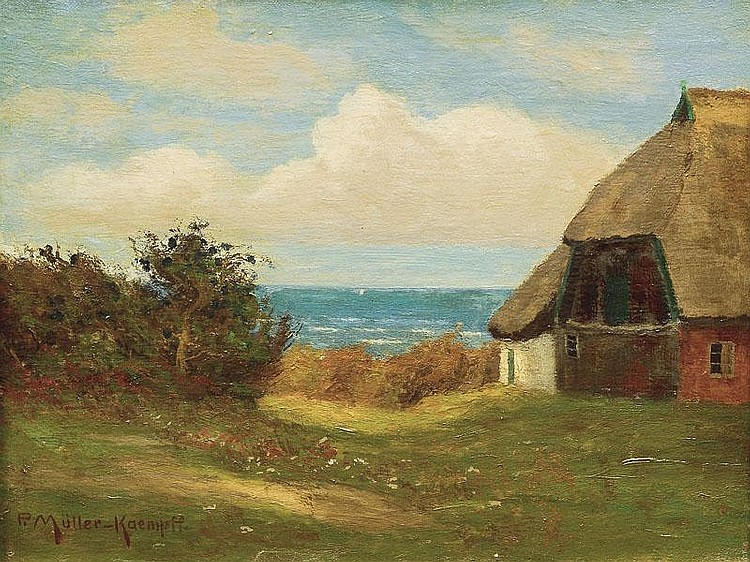
アーレンスホープから見たバルト海
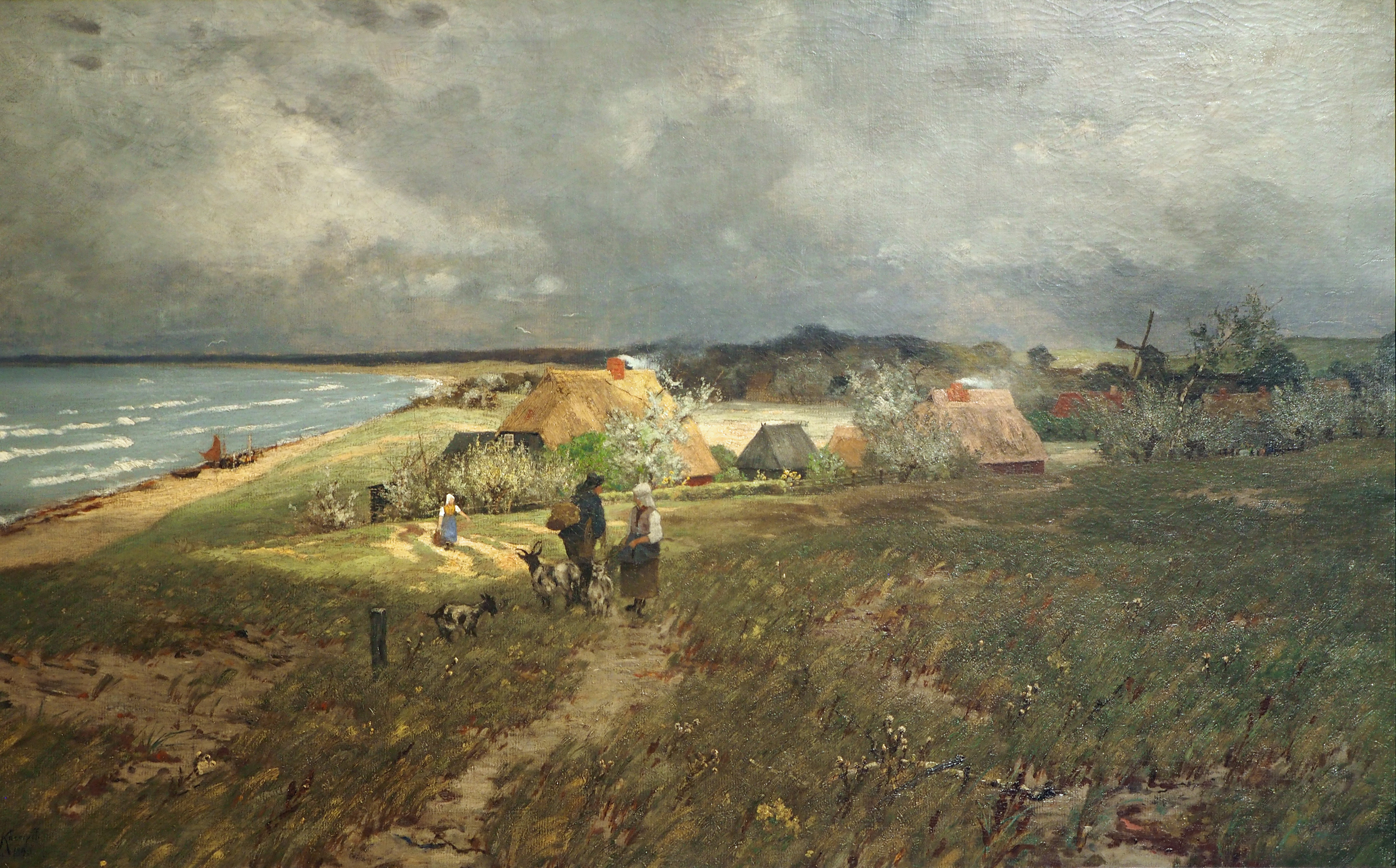
アーレンスホープの道 (1893)
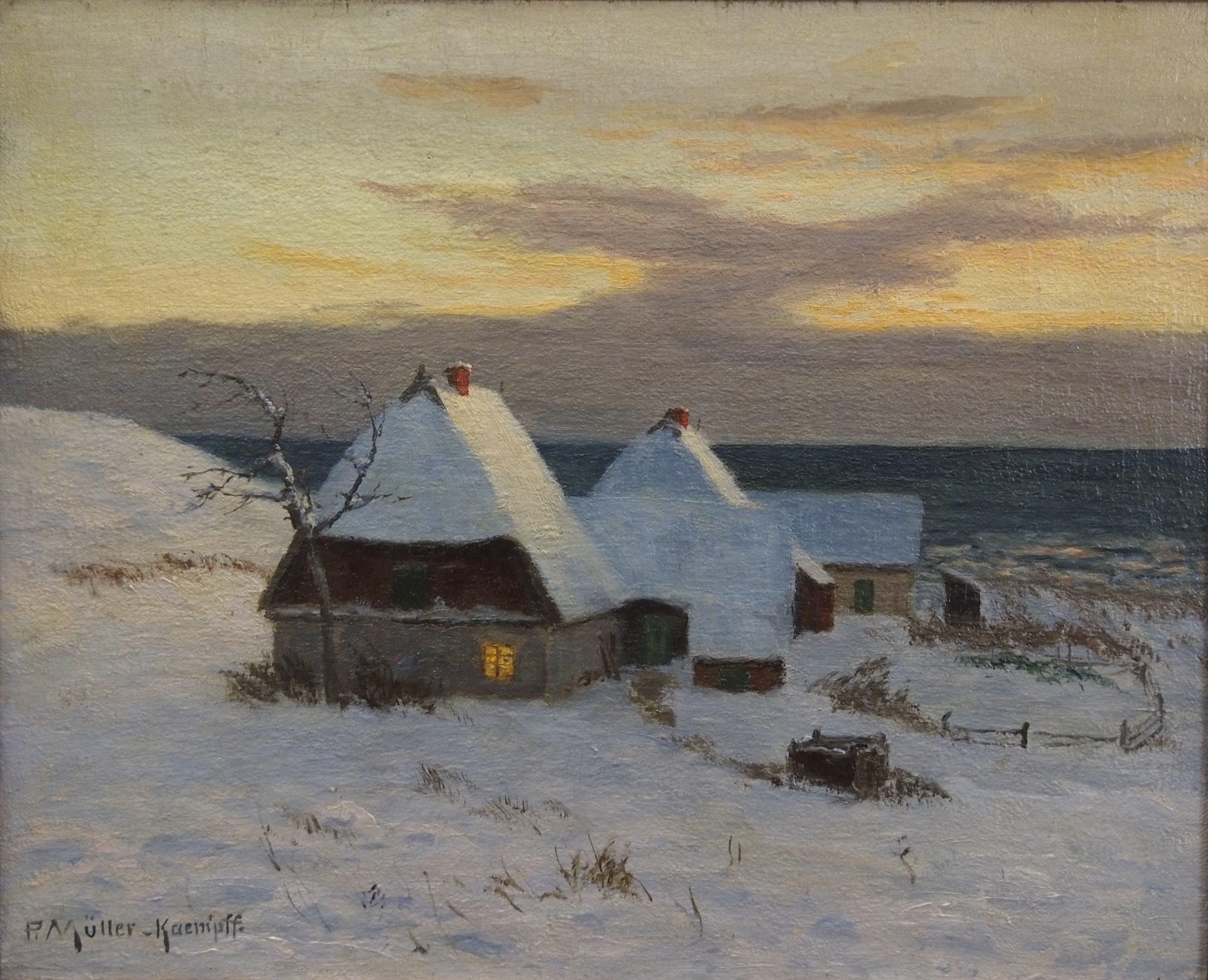
冬 (c.1898)
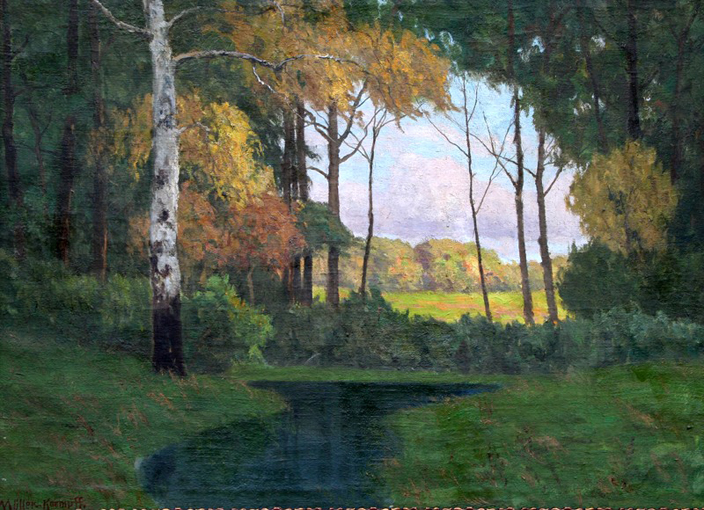
Lichte Stimmung im Darss mit altem Wassergraben
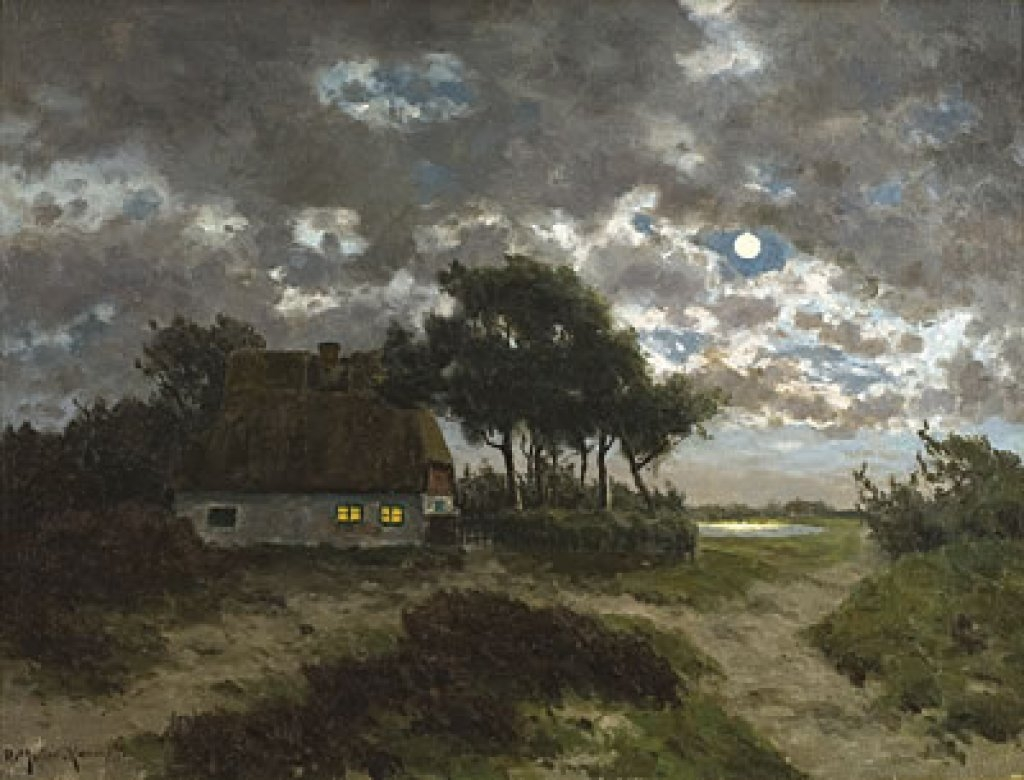
湾に昇る月
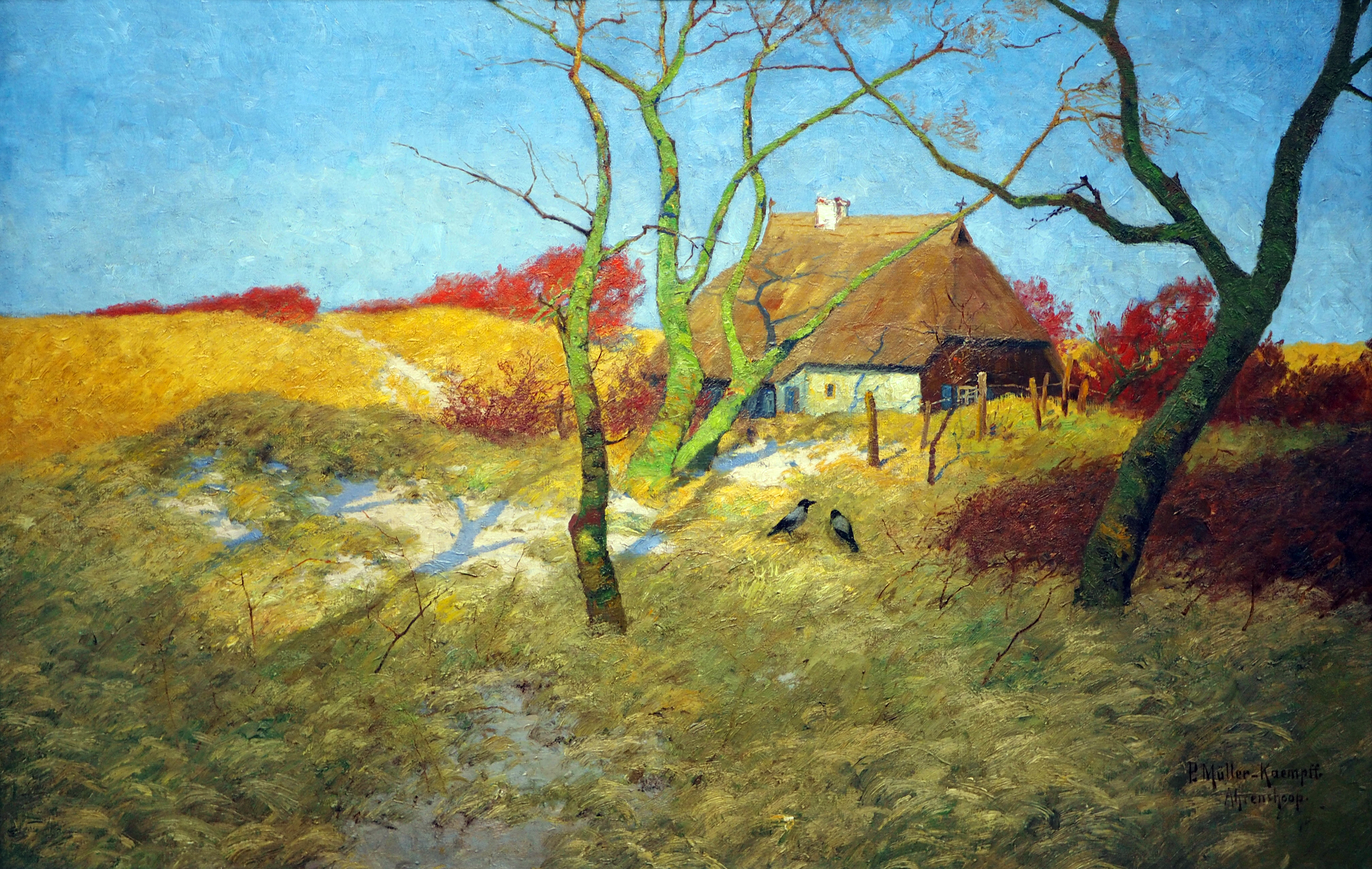
漁師の家のある風景(c.1895)